# Monasterio de Samtavro
El monasterio de Samtavro (en georgiano: სამთავროს მონასტერი, que significa "el lugar del gobernador") es un complejo arquitectónico ortodoxo de Misjeta, en Georgia. Dentro de la cerca se incluyen una iglesia dedicada a la Transfiguración y el convento de Santa Ninó. Pertenece al Catolicós Patriarca de toda Georgia. En 1994 fue incluido en la lista del Patrimonio de la Humanidad de la UNESCO junto a otros monumentos históricos de Misjeta.

## Historia
La iglesia se elevó en el lugar donde se dice que Santa Ninó se había detenido para recogerse en oración. La estructura original de la iglesia, junto a una pequeña capilla llamada Makvlovani ("la zarza  milagrosa") fue construida en el siglo IV poco después de la muerte de la santa a instancias del rey Mirian III de Iberia y su esposa Nana, que habían sido bautizados y que, igualmente, a través de ella, se había conseguido que el cristianismo fuese considerado la religión oficial del estado. A través de los siglos, la iglesia fue dañada varias veces. Alrededor de 1130 el rey Jorge I y el catolicós Melquisedec I tomaron la decisión de reconstruirla con una planta en cruz y cúpula. 
De acuerdo a los deseos del rey Mirian III y su esposa Nana, fueron enterrados en la esquina suroeste de la iglesia, desde 1906, bajo un baldaquino de piedra. Bajo el altar, está enterrado uno de los Trece Padres Asirios, San Abibos de Nocress. Se conserva también un iconostasio de piedra del siglo XIV-XV. Se destaca la capilla del arcángel Miguel y en el lado norte, las capillas de Juan el Bautista y san Juan Crisóstomo.
En el exterior, la cerca rodea al noroeste una torre campanario de tres pisos del siglo XIII que fue modificada en el siglo XV. Al suroeste, edificios conventuales y para la realización de seminarios teológicos de la Iglesia Ortodoxa Georgiana, sin olvidar la pequeña capilla santuario de Santa Ninó, con trazas todavía del siglo IV. 
Samtavro fue residencia de los arzobispos de Kartli desde el siglo V hasta 1811 cuando el emperador ruso abolió la autocefalia de la Iglesia de Georgia y adornada como puede verse, en parte, hoy día, aunque los frescos parietales son de los siglos XVII y XIX. Se estableció el convento de monjas de Santa Ninó en 1820.
En los años 1990, con la bendición del catolicós  Elías II, el famoso monje, archimandrita Gabriel Urgebadze se instaló en la llamada "Torre del rey Mirian". Después de su fallecimiento en 1995, el monje Gabriel fue enterrado en el patio del monasterio. En 2012 fue canonizado por la Iglesia apostólica autocéfala ortodoxa georgiana y es uno de los santos georgianos más queridos. Este lugar siempre está lleno de peregrinos y devotos del santo.

### Galería fotográfica del Monasterio de Samtavro

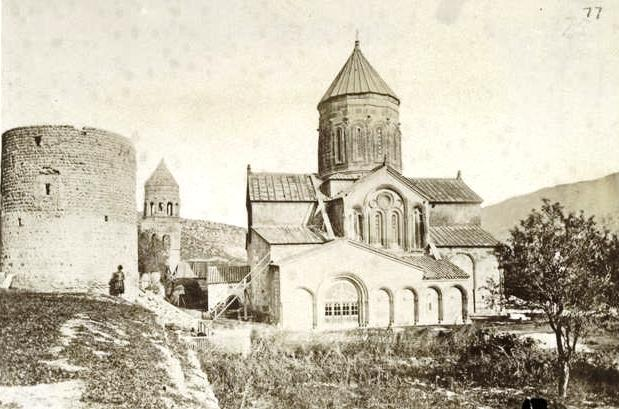
Monasterio de Samtavro en una fotografía de finales del siglo XIX.
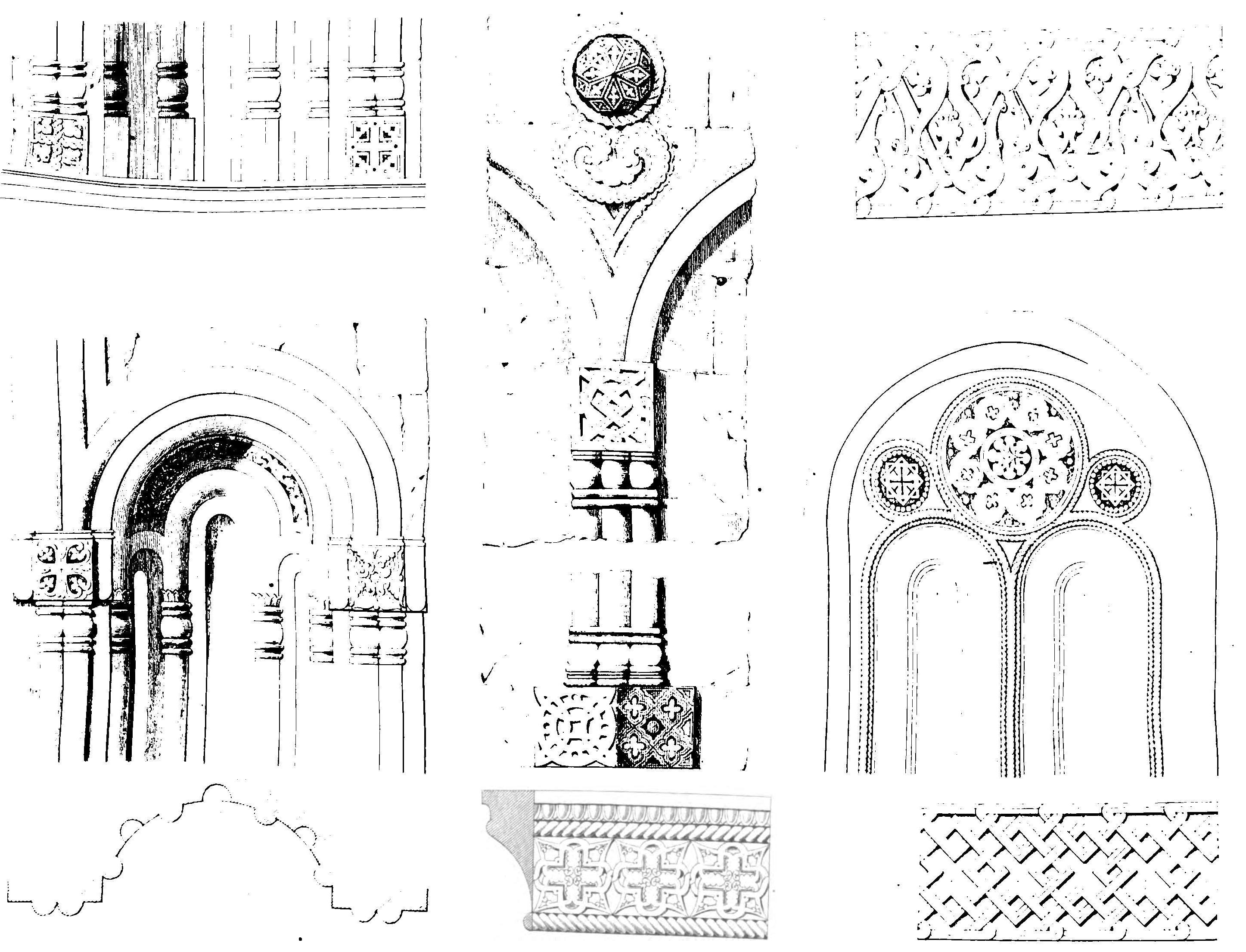
Monasterio de Samtavro en una ilustración de Monuments d'architecture en Géorgie et en Arménie, 1864.
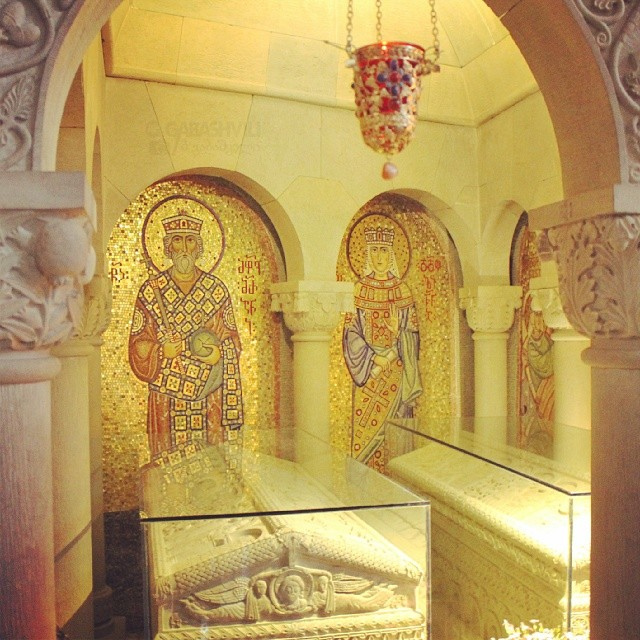
Tumbas del rey Mirian III y su esposa Nana.
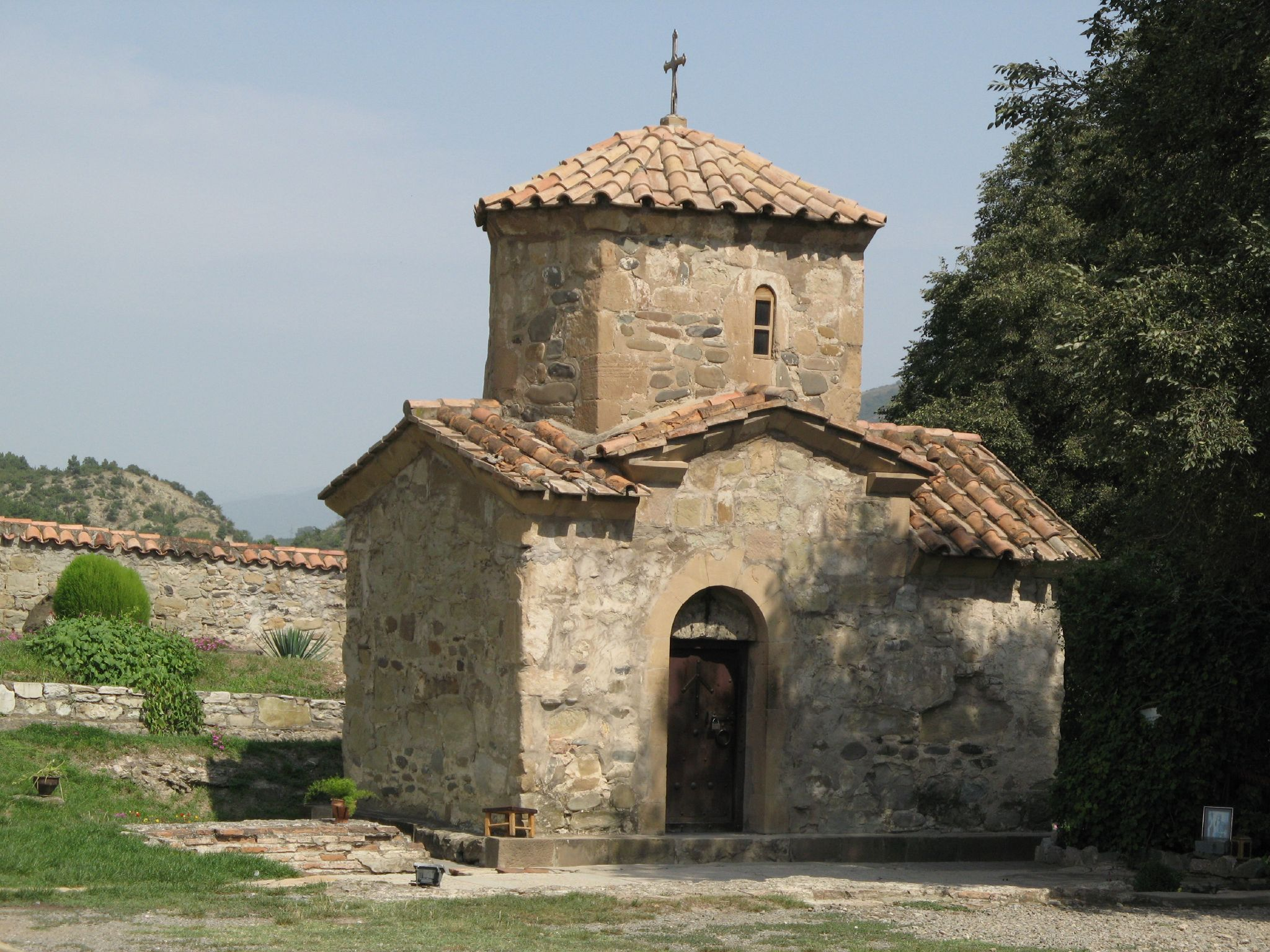
Capilla de Santa Ninó (Makvlovani, de la "zarza milagrosa"), del siglo IV.